# Mont Galatea
Le mont Galatea est une montagne du Canada s'élevant à 3 185 m d'altitude dans le chaînon Kananaskis, dont il est le point culminant, dans les Rocheuses canadiennes.
Il tient son nom du HMS Galatea (en), un bateau de la Royal Navy qui a participé à la bataille du Jutland.

## Source de la traduction
- (en) Cet article est partiellement ou en totalité issu de l’article de Wikipédia en anglais intitulé « Mount Galatea » (voir la liste des auteurs).